# 革囊星蟲亞綱
革囊星蟲亞綱（学名：Phascolosomatidea）是環節動物門星虫动物纲下的一个亞纲。

## 下属分类
本纲包括以下目：
- 盾管星虫目 Aspidosiphoniformes
- 革囊星虫目 Phascolosomatiformes

目的地位未定的科
- Antillesomatidae